# Lycianthes biflora
Lycianthes biflora är en potatisväxtart som först beskrevs av Loureiro, och fick sitt nu gällande namn av Friedrich August Georg Bitter. Lycianthes biflora ingår i Himmelsögonsläktet som ingår i familjen potatisväxter. Utöver nominatformen finns också underarten L. b. subtusochracea.